# Ha-Dwa-O!
Ha-Dwa-O! – polski zespół muzyczny, istniejący od 1999 roku, grający muzykę pop-rockową i taneczną.

## Historia zespołu

### Formowanie się zespołu
Zespół powstał jesienią 1999 roku z inicjatywy Tomasza Konfederaka oraz realizatora dźwięku i klawiszowca Bartka Wielgosza (później związanego również z grupą Kombii). Główną wokalistką została Monika Wierzbicka, która w latach 90. występowała z dziennikarzem i gitarzystą Tomaszem Konfederakiem w zespole Dzieci Mona Lisy.
W 2000 roku zespół wydał debiutancki album studyjny zatytułowany Początek, za który otrzymał nominację do Fryderyka w kategorii „Album roku – dance, techno” oraz dwie nominacje do plebiscytu Superjedynki w kategoriach „Debiut” oraz „Muzyka taneczna”. Płyta promowana była przez dwa single: „Zatrzymaj mnie” i „Sen o samotności”.
W grudniu 2000 roku zespół wydał singel „Magia świąt”, a w styczniu 2001 roku – utwór „Serce sercu”, który stał się hymnem Wielkiej Orkiestry Świątecznej Pomocypotrzebne źródło. W jego nagraniu gościnnie udział wzięli: Małgorzata Ostrowska, Ich Troje, Magda Femme, Artur Gadowski, Jarek Janiszewski (Czarno-Czarni), Karmacoma, Grażyna Łobaszewska i Tomasz Lipnicki oraz chór dziecięcy „Don Don”. W 2001 roku ukazała się druga płyta studyjna zespołu zatytułowana O kobietach, o facetach, na której znalazły się single „Słowa” oraz „Ty i ja”, nagrany z gościnnym udziałem Andrzeja Rybińskiego, a także wydane wcześniej piosenki „Magia świąt” i „Serce sercu”.
Na początku 2002 roku z zespołu odeszła Monika Wierzbicka, którą w roli wokalistki zastąpiła Aleksandra Zduniak. Zespół nagrał z nią album studyjny zatytułowany Pozytywnie, który promowany był przez trzy single: „Wciąż oddycham”, wykorzystany na ścieżce dźwiękowej do filmu Show w reż. Macieja Ślesickiego, „Oszukam czas” i „Tylko bądź...”, z którym zespół zajął szóste miejsce w finale krajowych eliminacji do 48. Konkursu Piosenki Eurowizji.
W 2004 roku kolejną wokalistką zespołu została Weronika Korthals. W czerwcu 2005 roku wystąpili z piosenką „Cud” w koncercie Premiery w ramach 42. Krajowego Festiwalu Piosenki Polskiej w Opolu. W grudniu wydali świąteczny singel „Ta cicha noc”potrzebne źródło. W 2006 roku z piosenką „Popatrz na mnie” wzięli udział w koncercie Piosenka dla Europy 2006, będącym finałem krajowych eliminacji do 51. Konkursu Piosenki Eurowizji. Zajęli w nim ostatecznie, trzynaste miejsce z zerowym dorobkiem punktowym. W październiku ukazała się ich czwarta płyta studyjna zatytułowana Cud, która promowana była przez single: „Popatrz na mnie”, „Będziesz sam” i tytułowy „Cud”.

## Dyskografia

### Albumy studyjne

#### Nagrane z Moniką Wierzbicką
- Początek (2000)
- O kobietach, o facetach (2001)

#### Nagrane z Aleksandrą Zduniak
- Pozytywnie (2003)

#### Nagrane z Weroniką Korthals
- Cud (2006)

## Nagrody i wyróżnienia
| Rok  | Kategoria                             | Tytułem  | Nagroda        | Nota      | Źródło |
| ---- | ------------------------------------- | -------- | -------------- | --------- | ------ |
| 2000 | Album roku – Dance/Techno/Elektronika | Początek | Fryderyki 2000 | Nominacja | [ 3 ]  |